# Adam Schlesinger
Pour les articles homonymes, voir Schlesinger.
Adam Lyons Schlesinger est un auteur-compositeur et producteur américain né le 31 octobre 1967 à Manhattan et mort le 1er avril 2020 à Poughkeepsie. 
Il est également bassiste des groupes Fountains of Wayne, Tinted Windows et Ivy et propriétaire d'une maison de disques et d'un studio d'enregistrement à New York. 

## Carrière
Adam Schlesinger a composé la chanson titre pour le film de Tom Hanks That Thing You Do!. En 1997, le morceau est sélectionné aux Oscars, aux Golden Globes et aux Satellite Awards dans la catégorie meilleure chanson originale. Stacy's Mom, une autre de ses compositions enregistrée pour l'album Welcome Interstate Managers de Fountains of Wayne, a été sélectionnée aux Grammy Awards en 2003. En 2007, il signe la bande originale du film Le Come-Back (Music and Lyrics). Adam Schlesinger a également collaboré avec d'autres grands noms du rock américain comme Bowling for Soup sur le titre High School Never Ends ou encore The Click Five pour leur hit Just A Girl.
Il était Executive Music Producer (producteur délégué de la musique) de la série télévisée américaine Crazy Ex-Girlfriend sur le réseau The CW. Il a composé des chansons pour la série.

## Mort
Adam Schlesinger est mort le 1er avril 2020 à Poughkeepsie des suites d'une infection par la Covid-19.